# Ein Guedi

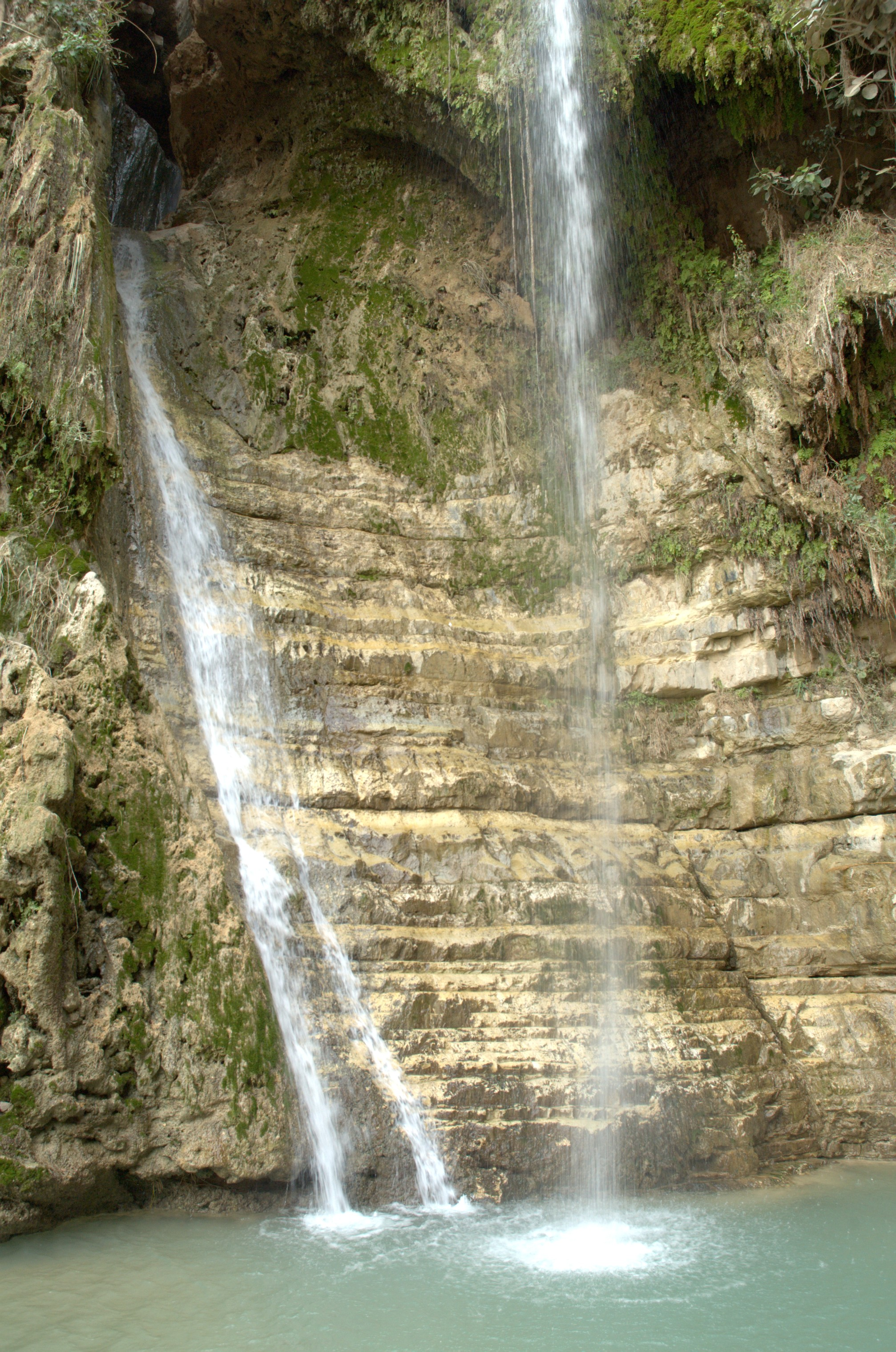
Cascades de David.

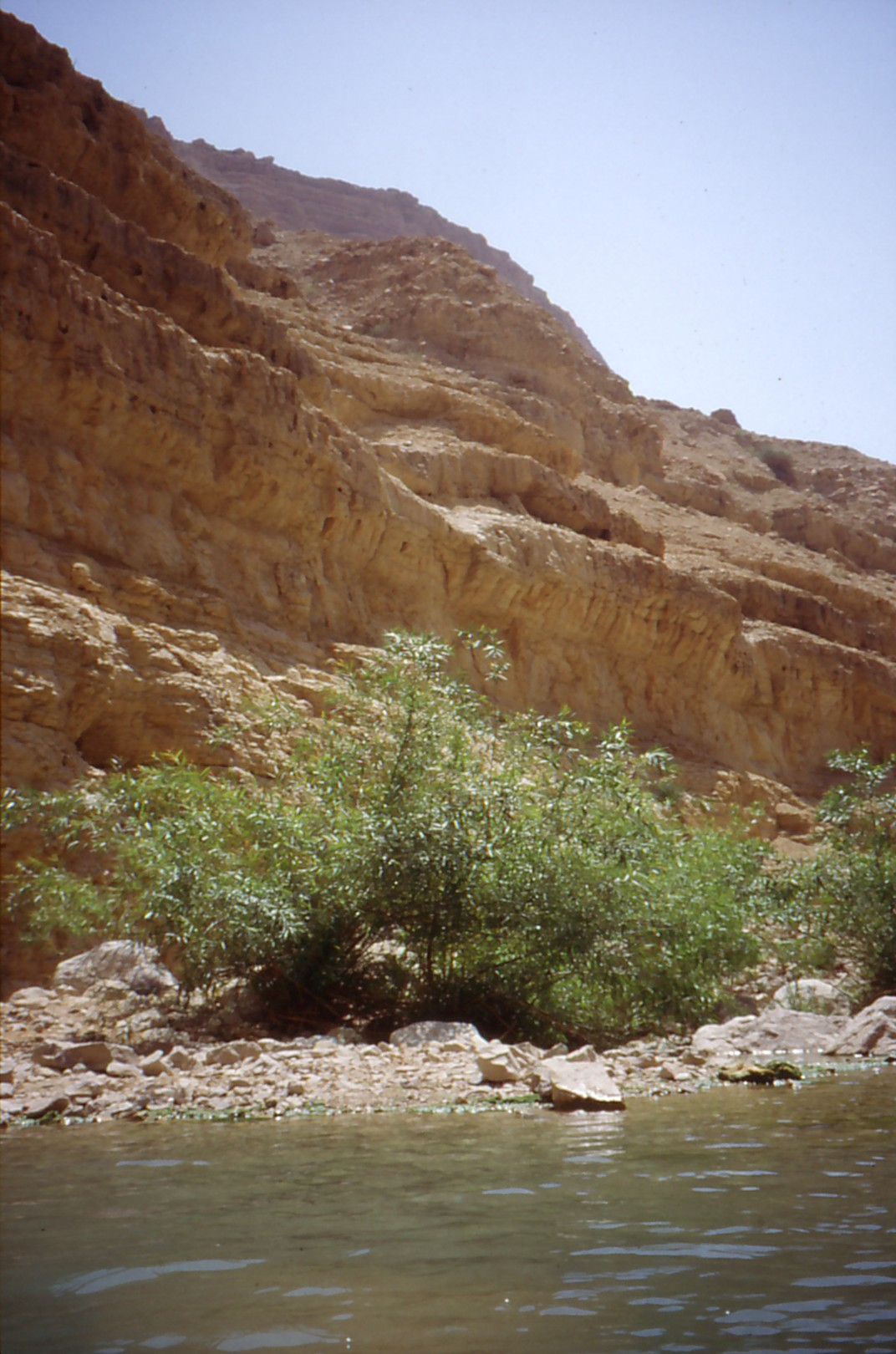
Nahal Arugot

Ein Guedi (en hebreu עין גדי) és un oasi situat a Israel en la ribera oest de la Mar Morta, prop de Masada i de les coves de Qumran. La aridesa i la calor extrema prevalen en aquesta regió desèrtica durant la major part de l'any. Les deus perennes d'aigua potable (ein significa "font") que flueixen des dels alts cingles del Desert de Judea han fet possibles l'assentament i l'agricultura des de temps antics. Les seves coordenades són 31° 27′ N, 35° 23′ E / 31.450°N,35.383°E.
Ein Guedi és esmentat en moltes fonts històriques i s'esmenta diverses vegades en escriptures bíbliques, per exemple, en el Càntic dels Càntics (en hebreu שִׁיר הַשִּׁירִים, Shir Hashirim): "Ram de flors a les vinyes d'En-Guedi és el meu estimat per a mi." (Càntic dels Càntics 1:14). David es va amagar de Saúl en les seves coves: "Quan Saúl va tornar de perseguir als filisteus, el van avisar: «David està en el desert d'En-Guedi»." (I Samuel, 24:1).
S'han descobert abundants troballes en les excavacions arqueològiques realitzades a partir de 1960, que han permès esbossar la llarga història d'aquest singular indret.
A l'àrea existeix un qibuts fundat en 1956, que forma part del Consell Regional de Tamar i que està situat a un quilòmetre de l'oasi, ofereix diverses atraccions turístiques i aprofita el clima local i l'abundància d'aigua mineral natural per conrear productes fora d'estació. Abans de la fundació del qibuts, l'àrea de Ein Guedi no havia estat habitada permanentment des de feia 500 anys.

## Parc Nacional Ein Gedi
El Parc Nacional d'Ein Guedi va ser creat en 1972 i és una de les reserves naturals més importants d'Israel. El parc se situa a la frontera aquest del desert de Judea, en la costa de la Mar Morta, i cobreix una àrea de 6.250 acres (25 km²).
Al Parc Nacional Ein Guedi flueixen dos torrents amb aigua pura al llarg de tot l'any, Nahal David (rierol de David) i Nahal Arugot (rierol de Arugot). Els torrents de Shulamit i d'Ein Guedi també flueixen en la reserva. Junts, les deus generen aproximadament tres milions de metres cúbics d'aigua per any, gran part de la qual es fa servir per l'agricultura, o es envasada pel consum directe.
El parc és un santuari natural per a molts tipus d'espècies vegetals i animals. La vegetació inclou plantes i arbres de regions tropicals, desèrtiques, mediterrànies i d'estepes, tals com acàcies, ginjolers, i pollancres. Existeixen moltes espècies diferents d'aus residents, a les quals s'afegeixen més de 200 espècies durant els períodes de la migració a la regió.
En l'estiu de 2005, gairebé dos terços de l'oasi es van incendiar després que a un turista li caigués un cigarret encès sobre la vegetació seca del parc.